# Karabiner 98k
Karabiner 98 kurz (okrajšave: Kar98k, K98 ali K98k) je puška sistema Mauser in  je bila glavna puška Nacistične Nemčije med leti 1934 in 1945.
Razvita je bila iz puške Gewehr 98, natančneje iz kasnejšega modela Karabiner 98b.

## Uporabniki
- Jugoslavija: Predelane v M98/48.
- Tretji rajh
- Norveška: Najprej so se uporabljale v prvotnem kalibru (7,92 mm), nato pa jih je bil velik del predelan za uporabo naboja .30-06 Springfield (7,62×63) in poimenovan K98kF1.[4]

- Slovenski partizani[5]